# Željko Buvač
Željko Buvač (srbskou cyrilicí Жељко Бувач; * 13. září 1961, Banja Luka, Jugoslávie) je bývalý jugoslávský, resp. bosenskosrbský fotbalista a současný fotbalový trenér. Je asistentem hlavního trenéra Jürgena Kloppa v Liverpool FC.

## Hráčská kariéra
Buvač hrál po svém příchodu do Německa v letech 1991–1992 v druholigovém klubu FC Rot-Weiß Erfurt, poté v 1. FSV Mainz 05 (1992–1995) a v letech 1995–1998 v regionálním klubu SC Neukirchen.

## Trenérská kariéra
Po ukončení své aktivní kariéry byl v roce 1998 povýšen na hlavního trenéra SC Neukirchen, než ho jeho bývalý spoluhráč Jürgen Klopp, který o několik měsíců dříve převzal trenérskou funkci v 1. FSV Mainz 05, přivedl v létě 2001 zpět do Mohuče (Mainz) jako svého asistenta. V roce 2008 přijal společně s Kloppem trenérské angažmá v Borussii Dortmund. Na podzim 2015 se stal asistentem Jürgena Kloppa v Liverpool FC.